# Ella Grasso
Ella Rose Giovanna Oliva Tambussi, coniugata Grasso (Windsor Locks, 10 maggio 1919 – Hartford, 5 febbraio 1981), è stata una politica statunitense di origini italiane, prima donna a diventare governatore del Connecticut, incarico che ricoprì dal 1975 al 1980 e dal quale si dimise a causa di un cancro alle ovaie che ne provocò la morte nel febbraio 1981.

## Biografia
Figlia di immigrati italiani, suo padre, Giacomo Tambussi, era originario di Perleto, in provincia di Alessandria, mentre la madre, Maria Olivia, di Medassino (poi inglobato nel comune di Voghera, in provincia di Pavia). 
Si laureò al Mount Holyoke College a South Hadley, nel Massachusetts, nel 1942.
Esponente dei Democratici, fu eletta alla Camera dei rappresentanti del Connecticut per due volte nel 1952 e nel 1954.
Ricoprì successivamente il ruolo di segretario di Stato del Connecticut a partire dal 1958 e fu riconfermata alle rielezioni del 1962 e del 1966.
Fu in seguito eletta per due mandati consecutivi alla Camera dei rappresentanti, nel 1970 e nel 1972.
Fu infine eletta governatore del Connecticut nel 1975.
Ella Grasso fu la prima donna a essere eletta governatore di uno degli stati federali, senza succedere al marito nella carica, come era successo in alcune precedenti occasioni.
Fu rieletta per un secondo mandato nel 1978 senza tuttavia riuscire a portarlo a termine, essendosi dimessa alla fine del 1980 per motivi di salute.
Morì di cancro il 5 febbraio dell'anno successivo a Hartford, Connecticut.
Nei 28 anni di carriera politica Ella Grasso non perse mai un'elezione.
Ricevette tre importanti onorificenze postume: le fu intitolata la Grasso Hall al campus della Western Connecticut University; il presidente Ronald Reagan le assegnò la Medaglia presidenziale della libertà (1981) ed entrò nella National Women's Hall of Fame nel 1993.